# Дан Шехтман
Дан Шехтман (на иврит: דן שכטמן) е израелски физик и химик, професор по материалознание в Технион и лауреат на Нобелова награда за химия от 2011 г. за откриването на квазикристалите.

## Ранен живот и образование
Шехтман е роден на 24 януари 1941 г. в Тел Авив, по това време в границите на британския мандат в Палестина. Израства в Петах Тиква и Рамат Ган. Родителите му имигрират в Палестина по време на втората Алия (1904 – 1914), където основават печатница. Като дете Шехтман се възхищава на романа на Жул Верн „Тайнственият остров“, който прочита много пъти. Детската му мечта е да стане инженер като протагониста в книгата.
След като завършва средното си образование, се записва в Технион, откъдето получава бакалавърска степен по машиностроене през 1966 г. и магистърска степен по материалознание през 1968 г.) > Пак там завършва и докторантурата си по материалознание през 1972 г.

## Научна дейност
Скоро след като завършва висшето си образование, Шехтман започва работа като сътрудник в аерокосмическа изследователска лаборатория към военновъздушна база Райт-Питърсън в Охайо, САЩ. Там той изучава в продължение на три години микроструктурата и физическата металургия на титаниевите алуминиди. През 1975 г. е назначен в департамента по материалознание в Технион. В периода 1981 – 1983 г. работи в университета „Джонс Хопкинс“, където изследва бързо втвърдени алуминиеви сплави на преходни метали в хода на програма на Националния институт за стандарти и технологии на САЩ. Именно в хода на това проучване той открива икозаедричната фаза, която отваря вратите към областта на квазипериодичните кристали.
В периода 1992 – 1994 г. работи в Националния институт за стандарти и технологии, където изучава влиянието на дефектната структура на CVD диаманта върху растежа и свойствата му. През 2004 г. е назначен в университета на щата Айова. От 2014 г. е ръководител на Международния научен съвет на Томския политехнически университет.
От публикуването на резултатите относно квазикристалите през 1984 г. до смъртта на Лайнъс Полинг през 1994 г. Шехтман търпи остри критики от него покрай непериодичната интерпретация.
През 2011 г. е награден с Нобелова награда за химия, като Нобеловият комитет на Кралската шведска академия на науките заявява, че „откритието му е изключително противоречиво“, но също и че работата му „в крайна сметка принуждава учените да преразгледат концепцията за естеството на материята“.
Квазикристалните вещества биха могли да се използват в различни области, сред които производството на закалена стомана за фини инструменти и незалепваща изолация за електрически проводници, но към днешна дата нямат технологични приложения.

## Кандидат за президент
На 17 януари 2014 г. Шехтман обявява, че ще се кандидатира за президент на Израел Той получава подкрепата на десет души от Кнесета. На президентските избори, проведени на 10 юни 2014 г., Шхетман получава много малко гласове. Това кара израелските хумористи да нарекат Шехтман „квазипрезидент“.